# 디지털 시네마토그래피
디지털 시네마토그래피(Digital cinematography)는 영화 촬영 단계에서 전통적인 은염식 필름을 사용하지 않고 빛을 전기 신호로 변환하는 촬상 소자를 사용하여 테이프나 하드 디스크 등의 기록 매체에 기록하는 촬영법이다.